# Zohour Alaoui
Zohour Alaoui (arabisch زهور العلوي, DMG Zuhūr al-ʿAlawī; geboren am 14. Januar 1965) ist eine marokkanische Diplomatin. Sie wurde im September 2019 Botschafterin ihres Landes in Berlin.

## Werdegang
Zohour Alaoui absolvierte nach dem Bachelorabschluss an der Mohammed-V.-Universität in Rabat (öffentliches Recht, mit einem Schwerpunkt in Politikwissenschaft) ein Masterstudium an der Georgetown University in Washington, D.C.
Alaoui trat in den diplomatischen Dienst ihres Landes ein und war von 1987 bis 1992 im Range eines Sekretärs bei der Botschaft Marokkos in den Vereinigten Staaten tätig. Anschließend leitete sie bis 1995 das Büro des Kulturministeriums. Sie wechselte in das Außenministerium, wo sie bis 2003 verschiedene Abteilungen leitete. Von 2003 bis 2006 stand Alaoui der Abteilung für die Vereinten Nationen und internationale Organisationen als Direktorin vor.
Alaoui wurde 2006 zur Botschafterin in Schweden akkreditiert. Nichtresidierend erhielt sie eine Nebenakkreditierung für Lettland. Im Range einer Botschafterin wurde sie 2011 Ständige Vertreterin bei der UNESCO in Paris. Dort wurde sie zur Präsidentin der 39. Generalkonferenz 2017–2019 gewählt.
Zohour Alaoui wurde am 11. September 2019 zur außerordentlichen und bevollmächtigten Botschafterin des Königreichs Marokko in Deutschland akkreditiert.
Alaoui ist verheiratet und Mutter von zwei Kindern.